# Oepa
De Oepa (Russisch: Упа) is een rivier in de oblast Toela in Rusland. De lengte bedraagt 345 kilometer, het stroomgebied bedraagt 3510 vierkante kilometer. Langs de rivier liggen twee steden: Sovjetsk en Toela.
De Oepa wordt hoofdzakelijk gevoed door smeltwater. Eind november, begin december bevriest de Oepa. Elk jaar wordt de Oepa eind maart ijsvrij en vanaf dat moment tot en met begin mei kent de Oepa derhalve een bovengemiddelde waterstand. Het gemiddelde debiet bedraagt (vanaf 79 kilometer afstand tot aan de uitmonding) ruim 40 m³/s.